# Gerardo Espíndola
Gerardo Alfredo Espíndola Rojas (Arica, 23 de julio de 1978) es un periodista y político chileno. Entre diciembre de 2016 y noviembre de 2024 ejerció como alcalde de la comuna de Arica.

## Biografía
Se crió en la población Doctor Juan Noé de Arica, en una familia de clase media cuya economía se sustentaba en un almacén de abarrotes del barrio. Cursó sus estudios escolares de básica y media en el Liceo Domingo Santa María de Arica, período donde participó de voluntariados sociales, movimientos de la Vicaría de la Juventud y acciones culturales. Fundó junto a otros jóvenes, la Compañía Teatral Tentempié, presentándose en distintas regiones del país y formándose en talleres de destacados actores como Andrés Pérez, María Elena Duvauchelle, Gloria Canales, entre otros. La compañía de teatro alcanzó amplia notoriedad en Arica en la década de los 90, recibiendo la Medalla al Mérito por el aporte a las Artes y Cultura 1995, distinción entregada por la Ilustre Municipalidad de Arica. 
Se traslada a Antofagasta donde estudió periodismo en la Universidad Católica del Norte, entre 1997 y 2001. Posteriormente estudió un diplomado en Marketing Relacional en la Facultad de Economía y Negocios de la Universidad de Chile.

### Labor periodística
Gerardo Espíndola fue uno de los impulsores del periodismo ciudadano tanto en Chile, como en Latinoamérica, fundando en 2005 junto a un grupo de ariqueños el diario El Morrocotudo en Arica, el primer medio participativo de habla hispana del continente. Tras el éxito de este diario, lidera y participa en la creación de otros 14 medios de comunicación ciudadanos en las distintas regiones de Chile, grupo medial perteneciente a Red Mi VOZ. Asume como gerente de productos y medios, de la empresa hasta el año 2015.
En 2011 es invitado por la Embajada de Estados Unidos, al programa "On the Cutting Edge: Digital Reporting in the 21st Century", organizado por el Institute of the Americas (IOA), de la Universidad de California en San Diego, en La Jolla y donde participan periodistas de distintos países de América Latina, incluyendo foros en la ciudad de Tijuana, México.
Su trabajo profesional además está ligado a consultorías en asuntos de reciclaje y gestión de residuos, especialmente vinculado a los recicladores de base,  recibiendo la experiencia del líder chileno Exequiel Estay. En Colombia apoya a la Red de Latinoamericana de Recicladores de Base, Red lacre, para su crecimiento hacia América Central y el Caribe. Realiza además consultorías internacionales para organismos como el Banco Interamericano de Desarrollo, BID, entre otros organismos. 

### Acción dirigencial
Gana las elecciones del Centro de Alumnos de la Escuela de Periodismo de la Universidad Católica del Norte, en 1999. Como dirigente estudiantil, tuvo una activa participación de los movimientos estudiantiles durante el período de tránsito entre los gobiernos de Eduardo Frei y Ricardo Lagos. El movimiento estudiantil universitario fue adquiriendo fuerza a mitad de la década del 90, alcanzando fuertes movilizaciones nacionales entre los años 1997 y 1999. En el norte, las universidades también se manifiestan, adhiriendo a la demanda nacional cuyos petitorios exigían arancel diferenciado, la mantención del crédito fiscal y evitar el crédito bancario, el reconocimiento institucional de participación estudiantil, entre otros.
El año 2000 es electo presidente del Centro de Alumnos de la Carrera de Periodismo e integra el Consejo de Presidentes de la Universidad Católica del Norte, cargo que ejerció entre los años 2000 y 2001. Durante este período se mantienen los movimientos estudiantiles en contra de la Ley Orgánica Constitucional de Enseñanza (Ley LOCE), reforzando estas manifestaciones con el surgimiento de la primera movilización de estudiantes secundarios en 2001, conocida como El Mochilazo.
Fue además dirigente sindical del Colegio de Periodistas, gremio al que ingresa en 2003 en la ciudad de Antofagasta, integrando en 2004 la Comisión Calificadora de Elecciones para una nueva directiva. El año 2006 es electo como vicepresidente del Consejo Regional de Arica del Colegio de Periodistas iniciando junto a la nueva directiva el proceso de renovación del gremio en la región. Durante este período enfrentan el surgimiento con fuerza de la web 2.0, los blog y los desafíos que las nuevas tecnologías exigen al desempeño de la profesión, situación que marcó, junto a las acciones propias del gremio, los espacios de conversaciones de esta gestión.

### Carrera política
Militante del Partido Liberal, trabajó junto con el diputado del mismo movimiento Vlado Mirosevic, en la dirección del centro cultural y cívico Casa del Regionalismo. A través de la articulación de redes, impulsó el trabajo con organizaciones sociales para activar acciones comunitarias de rescate de espacios públicos y recuperación de barrios.
En abril de 2016 lanza junto al Partido Liberal su campaña como candidato a alcalde de Arica. Luego se suma al pacto electoral "Alternativa Democrática" compuesta por el Partido Liberal, Partido Humanista, Revolución Democrática, Movimiento Autonomista, entre otros, donde compite acompañado de 10 candidatos y candidatas a concejales. El 23 de octubre logra el triunfo en las elecciones municipales, alcanzando los 11.558 votos.
El 6 de diciembre de 2016 asume como alcalde de Arica, junto a los concejales Jorge Eddie Mollo Vargas (DC), Miriam Arenas Sandoval (IND-Poder Ecologista), Patricio Gabriel Gálvez Cantillano (IND-Nueva Mayoría), Juan Carlos Chinga Palma (RN), Jaime Arancibia (UDI), Carlos Ojeda Murillo (PH), Paul Carvajal Quiroz (PH), Luis Malla Valenzuela (IND-Alt. Democráctica), Elena Diaz Hevia (PC) y Daniel Chipana Castro (IND-Nueva Mayoría).
El 21 de enero de 2017 en un acto en la Universidad de Santiago de Chile, se lanza oficialmente la coalición política Frente Amplio, coalición que contaba con dos municipios en capitales regionales de Chile, el de Arica y el de Valparaíso bajo el mandato de Jorge Sharp. Dentro del Frente Amplio, el Partido Liberal ha asumido posturas de dura condena a la vulneración de los Derechos Humanos, siendo Espíndola uno de los primeros firmantes de misivas en contra de las violaciones a DD. HH. en Venezuela, situación que generó uno de los primeros quiebre dentro del joven conglomerado político. El 5 de diciembre de 2020 el Partido Liberal, en votación unánime de su consejo general, decide salirse del Frente Amplio y el 30 del mismo mes anuncian la creación de la nueva plataforma política Nuevo Trato, creada junto a los parlamentarios liberales y ex Revolución Democrática, además de líderes independientes políticos, intelectuales, sociales y culturales.
En las elecciones municipales del 15 y 16 de mayo de 2021, resulta reelecto con el 32,94% de los votos, resultando ser el segundo alcalde de Arica en lograr un reelección. El 29 de junio asume como alcalde en su segundo período.
En su gestión como alcalde, ha impulsado diferentes políticas medioambientales y de preservación del patrimonio natural, siendo el primer municipio de Chile que cuenta con guardaparques para el humedal urbano de Lluta, así como la construcción del Plan de Movilidad Urbana, que busca desincentivar el uso del vehículo motorizado y promover el caminar, uso de bicicleta y transporte público. También ha impulsado la Academia Municipal Abierta, que junto con entregar calificación de oficio, promueve la formación ciudadana.
Espíndola se ha manifestado no solo en contra de las termoeléctricas, sino que contra la matriz energética de Chile, que califica como "contaminante, ineficiente y caro".
El 15 de noviembre de 2024 presentó su renuncia a la alcaldía de Arica, con el fin de presentarse como candidato en las elecciones parlamentarias de 2025.

## Historial electoral

### Elecciones municipales de 2016
- Elecciones municipales de 2016, para Alcalde de Arica.[30]

| Candidato                  | Pacto                        | Partido | Votos  | %     | Resultado |
| -------------------------- | ---------------------------- | ------- | ------ | ----- | --------- |
| Gerardo Espíndola Rojas    | Alternativa Democrática      | PL      | 11 558 | 24.52 | Alcalde   |
| Rodrigo Cuevas Troncoso    | Independiente                | IND     | 11 424 | 24.24 |           |
| José Durana Semir          | Chile Vamos                  | UDI     | 10 056 | 21.33 |           |
| Andrea Murillo Neumann     | Nueva Mayoría                | DC      | 6601   | 14.0  |           |
| José Lee Rodríguez         | Poder Ecologista y Ciudadano | POD     | 2995   | 6.35  |           |
| Christian Álvarez Mancilla | Independiente                | IND     | 1248   | 2.65  |           |
| Andrea Pérez Cortés        | Unidos Resulta en Democracia | URD     | 998    | 2.12  |           |
| Bernardo Olivos Azúa       | Independiente                | IND     | 799    | 1.7   |           |
| Marcos Navarro Argandoña   | Chile Quiere Amplitud        | AMP     | 497    | 1.05  |           |
| Aníbal Díaz González       | Pueblo Unido                 | PI      | 484    | 1.03  |           |
| Gabriel Álamo Álamo        | Independiente                | IND     | 477    | 1.01  |           |

### Elecciones municipales de 2021
- Elecciones municipales de 2021, para Alcalde de Arica.[31]

| Candidato                  | Pacto                         | Partido | Votos  | %     | Resultado |
| -------------------------- | ----------------------------- | ------- | ------ | ----- | --------- |
| Gerardo Espíndola Rojas    | Frente Amplio                 | PL      | 20 992 | 32.94 | Alcalde   |
| Iván Paredes Fierro        | Chile Digno, Verde y Soberano | IND     | 7 614  | 11.95 |           |
| Ricardo Sanzana Oteíza     | Independiente                 | IND     | 7 096  | 11.14 |           |
| Rayko Karmelic Pavlov      | Independiente                 | IND     | 6 906  | 10.84 |           |
| Paul Carvajal Quiroz       | Dignidad Ahora                | PH      | 5 867  | 9.21  |           |
| Giancarlo Baltolú Quintano | Chile Vamos                   | EVOP    | 5 395  | 8.47  |           |
| Carlos Valcarce Medina     | Independiente                 | IND     | 4 398  | 6.90  |           |
| Leonardo Borquez Castillo  | Independiente                 | IND     | 4 334  | 6.80  |           |
| Rafael Ortega Aliaga       | Independiente                 | IND     | 1 118  | 1.75  |           |